# Double Trouble (álbum de Gillan)
Double Trouble es el quinto álbum de la banda de rock Gillan, publicado en octubre de 1981. Siendo el segundo LP de la banda publicado ese mismo año, aunque solamente llegó al puesto número 12 en el Reino Unido. Es el primer LP realizado con Janick Gers como nuevo guitarrista, al mismo tiempo de contar con material de estudio y en vivo. 

## Grabación y contenido
Tras el alejamiento de Bernie Tormé, en junio de 1981, la banda recluta inmediatamente al guitarrista de White Spirit, Janick Gers, que había viajado junto a su banda como teloneros de Gillan durante la gira de Future Shock. Gers fue presentado como miembro oficial de Gillan el 25 de junio de ese año y para agosto, la banda se toma un breve descanso de los shows para preparar material nuevo con Janick, al mismo tiempo en que él debía preparar el repertorio del grupo para retomar la gira.
La grabación de Double Trouble fue de lo más improductiva, dado el apresurado tiempo en que los músicos debían entregar el material al sello, además de elegir las canciones en vivo que ya habían sido registradas en dos shows, el festival Reading realizado a mediados de ese año y un show en el Rainbow Theatre (este último con Tormé). Finalmente se optó por el show de Reading, y se incluyó una canción del Rainbow Theatre.
En 2009, el material en vivo de ambos shows sería editado de forma oficial en Live: Triple Trouble de manera completa en 3 CD.
El álbum fue reeditado en CD en 1989 con la misma cantidad de canciones, mientras que en 2007, fue remasterizado por Edsel en 2 CD incluyendo un bonus track de estudio y 5 canciones en vivo adicionales con comentarios retrospectivos del propio Ian y las fotografías originales, además de imágenes de diferentes singles, afiches y EPs editados por aquel entonces.

## Canciones

### Studio LP
- Todas las canciones escritas por Ian Gillan y John McCoy, excepto las indicadas.

Lado A
1. "I'll Rip Your Spine Out" (Gillan, McCoy, Underwood) – (4.30)
2. "Restless" – (3.19)
3. "Men of War" – (4.31)
4. "Sunbeam" (Gillan, Gers, McCoy, Underwood) – (4.11)

Lado B
1. "Nightmare" (Colin Towns) – (3.15)
2. "Hadely Bop Bop" – (2.50)
3. "Life Goes On" (Gillan, Towns) – (5.12)
4. "Born To Kill" (Gillan, Towns) – (9.28)

### Live LP
Lado A
1. "No Laughing in Heaven" (Gillan, McCoy, Tormé, Underwood) – (6.26)
2. "No Easy Way" (Gillan, McCoy, Tormé) – (10.32)
3. "Trouble" (Leiber, Stoller) – (3.04)

Lado B
1. "Mutually Assured Destruction" (Gillan, McCoy, Tormé, Towns, Underwood) – (5.13)
2. "If You Believe Me" (Gillan, McCoy, Tormé, Underwood)* – (8.26)
3. "New Orleans" (Guida, Royster) – (6.03)

## Reedición de 2007

### CD 1: Studio
1. "I'll Rip Your Spine Out" – (4.30) (Gillan, McCoy, Underwood)
2. "Restless" – (3.19)
3. "Men Of War" – (4.31)
4. "Sunbeam" – (4.11) (Gillan, Gers, McCoy, Underwood)
5. "Nightmare" – (3.15) (Towns)
6. "Hadely Bop Pop" – (2.50)
7. "Life Goes On" – (5.12) (Gillan, Towns)
8. "Born To Kill" (9.28) (Gillan, Towns)
9. "Spanish Guitar (Bonus Track)" (3.24) (Gillan, Towns)

### CD 2: Live
1. "No Laughing In Heaven" – (6.26) (Gillan, McCoy, Tormé, Underwood)
2. "No Easy Way" – (10.32) (Gillan, McCoy, Tormé)
3. "Trouble" – (3.04) (Leiber, Stoller)
4. "Mutually Assured Destruction" – (5.13) (Gillan, McCoy, Tormé, Towns, Underwood)
5. "If You Believe Me" – (8.26) (Gillan, McCoy, Tormé, Underwood)*
6. "New Orleans" – (5.54) (Guida, Royster)
7. "Bite The Bullet" (Bonus Track) – (5.20) (Gillan, Towns)
8. "On The Rocks" (Bonus Track) – (6.32) (Gillan, Towns)
9. "Mr Universe" (Bonus Track) – (7.13) (Gillan, Towns)**
10. "Vengeance" (Bonus Track) – (4.26) (Gillan, Towns)**
11. "Smoke On The Water" (Bonus Track) – (8.55) (Blackmore, Gillan, Glover, Lord, Paice)**

Los temas en vivo grabados en el Reading Festival, 29 de agosto de 1981.
* Grabado en el Rainbow Theatre, 4 de marzo de 1981.
** Grabado en el Reading Festival, 22 de agosto de 1980.

## Personal
- Ian Gillan – Voz.
- Janick Gers – Guitarra.
- Colin Towns – Teclados.
- John McCoy – Bajo.
- Mick Underwood – Batería.
- Bernie Tormé – Guitarra * **